# ざーこざこざこざこ先生
『ざーこざこざこざこ先生』（ざーこざこざこざこせんせい）は、ぜろよんによる日本の漫画作品。
『COMIC メテオ』（フレックスコミックス）にて2021年8月に読み切りが掲載され、好評を博したことで連載化が決まり、2022年2月から2025年4月2日まで連載。
中学教師・霧崎壮一と3人の女子生徒・湯津上千華、喜連川由姫、渡良瀬桃樺の学校内外でのやり取りを描いたラブコメディ。
単行本発売時にはYouTubeのメテオ・ポラリス公式チャンネルにてボイスコミックが公開された。

## あらすじ
私立中学校で教鞭を執る霧崎壮一にはある悩みがあった。それは生徒である湯津上千華、喜連川由姫、渡良瀬桃樺に舐められていること。
何とか仲良くしたいと考えるも、3人に馬鹿にされ弄られる日々を過ごす霧崎。だが、彼は気付いていなかった。本当は3人とも霧崎のことが大好きで、それらの行為が素直になれないがゆえの照れ隠しであるという事実に。

## 登場キャラクター
声は、ボイスコミック及びASMRドラマの担当声優。

### 主人公
霧崎 壮一（きりさき そういち）
声 - 秋山諒
本作の主人公。国語担当で文芸部顧問。前任者が産休に入ったことにより、料理研究部顧問代理にもなった。
立派な教師を目指しているが身体が弱く、女子生徒にぶつかったり軽く押されたりするだけで吹き飛んでしまう。
生徒のことを第一に考える聖人で、湯津上達に馬鹿にされるのも自分が頼りないからだと考えるほど真面目な性格。
普段は小食だが大の甘党でお菓子に関しては大食いとなる。

### 文芸部
湯津上 千華（ゆづかみ ちか）
声 - 穂村詩乃（ボイスコミック第1弾、ASMRドラマ）、桜木つぐみ（ボイスコミック第2弾・第3弾）
本作のヒロインその1。霧崎が務める学校の理事長の娘。父から溺愛されているため、ワガママな性格をしており何かにつけては「理事長の娘」という権力を振りかざす。
霧崎に対しては身体の特徴や身に着けているものを弄る悪口が多い。いわゆるメスガキキャラで、性的な言動や妄想をする。
一方でメンタルは弱く、思い通りにならなかったり失敗するとすぐ涙目になってしまう。
喜連川 由姫（きつれがわ ゆき）
声 - 朝ノ瑠璃
本作のヒロインその2。典型的なツンデレで、霧崎のことは単純な悪口で罵倒する。
一方、消しゴムに霧崎の名前を書いて使い切るおまじないを実践するなど本来の姿は純情な乙女。性的な知識には疎い。
忙しい両親に代わって3人の妹の面倒を見ているしっかり者で、「立派で倫理的な大人になりなさい」「生徒と教師の恋愛なんてもってのほか」と妹達に説いているが、その自分が教師の霧崎に惹かれていることに内心ジレンマを抱えている。
渡良瀬 桃樺（わたらせ ももか）
声 - 小茅楓
本作のヒロインその3。上記の2人に比べて霧崎を弄る機会は少ないが、不可解な言動で霧崎を困惑させることがある。
霧崎の持ち物は何でも欲しがる盗癖があり、ペンを勝手に拝借したり、衣服やハンカチをチャック付きの袋に保存したりしている。また、車や自宅の鍵を無断で複製しており、霧崎の自宅には監視カメラや盗聴器を仕込んでいる。
中学生離れした巨乳の持ち主で、水着姿を見た青名からは「白井さんを超える逸材がいるとは」「おっぱいがしゃべった」と驚愕されている。
霧崎とは住居が隣同士で以前は近所付き合いをしていたが、霧崎が現在の学校の教師になってから世間体を気にして距離を置くようになったため、寂しさで霧崎のストーカーと化している。

### 料理研究部
白井 香澄（しらい かすみ）
声 - 吉木悠佳
湯津上達のクラスメイト。優しくて素直な性格で霧崎のことを慕っている。
反面、素直過ぎて思い込みが激しく霧崎から湯津上達からのいたずらを聞かされては戦々恐々としたり、誤って覚えた知識を使うなどずれた行動をすることも多い。
自作の料理やお菓子で霧崎が喜ぶところを見るのが好きで、たまに食事の差し入れをしている。
一方で霧崎以外の男性への免疫はなく、同級生の山田に交際を迫られた際は、恐怖で涙目になりながら拒否している。
霧崎からの好感度が高いので、湯津上達からは恋のライバルとして目の敵にされている。
青名（あおな）
白井の後輩。「っす」と砕けた敬語で話す。
白井と霧崎をお似合いのカップルとして結ばせようと考えており、裏で色々と手を回している。
邪魔者にはケーキナイフを使って制裁を与える。

### その他
鬼塚（おにづか）
生活指導担当の教員で、霧崎が料理研究部で顧問をする際は文芸部顧問代理を務める。
大柄で坊主頭にサングラスと強面な印象を受けるが、実際は心優しい性格。
渡良瀬 桃葉（わたらせ ももは）
桃樺の母親。おっとりとした性格。未亡人。家計を一人で支えているため、帰宅が遅くなりがちで以前桃樺の面倒を見てくれた霧崎を信頼している。
容姿や謎めいた言動は桃樺に似ているが、彼女よりも幼女体型で湯津上は初めて姿を見た際に妹と勘違いしている。
一方で霧崎を誘惑する大胆な一面も持っており、桃樺にそれを咎められている。

## 書誌情報
- ぜろよん『ざーこざこざこざこ先生』フレックスコミックス〈メテオCOMICS〉、全6巻
  1. 2022年11月11日発売[3]、ISBN 978-4-86675-250-1
  2. 2023年3月10日発売[9]、ISBN 978-4-86675-273-0
  3. 2023年9月12日発売[10]、ISBN 978-4-86675-308-9
  4. 2024年3月12日発売[11]、ISBN 978-4-86675-345-4
  5. 2024年10月11日発売[12]、ISBN 978-4-86675-381-2
  6. 2025年5月15日発売[13]、ISBN 978-4-86675-434-5